# Sami Mehlinsky
Sami Mehlinsky (Rio de Janeiro, 28 de outubro de 1925 - Rio de Janeiro, 02 de agosto de 2014) é ex-voleibolista , atuou como levantador e éx-treinador Brasileiro que atuou em clubes nacionais e serviu a Seleção Brasileira Masculina de Voleibol na qual foi tetracampeão sul-americano entre outros títulos e também conquistou ouro nos Jogos Pan-Americanos de 1959 com Seleção Brasileira Feminina de Voleibol .

## Carreira
Filho de Micha era de Kiev na Rússia e Fany de Iasi, na Romênia. Seus dois irmãos: Lea e Daniel, sua esposa:Mitzi, seu filho chama-se de Davis e  seu neto Allan. 
É o treinador mais antigo do voleibol do Brasil, foi contemporâneo  e aprendiz de Adolfo Guilherme, que o trouxe para  ser levantador quando tinha apenas 19 anos para jogar para o América Mineiro, na temporada anterior tinha sido campeão  pelo Esporte Clube Payssandu. Tem como base de formação militar,  foi muito exigente com seus atletas, ingressou como técnico na Escola de Aeronáutica, precursora da Academia da Força Aérea, em 1951. Em 1956, estava na delegação brasileira que jogou o primeiro Campeonato Mundial, em Paris.
Foi técnico das Seleção Brasileira Masculina de Voleibol  e Seleção Brasileira Feminina de Voleibol, quando Adolfopor problemas pessoais se retirou do comando da equipe feminina nos Jogos Pan-Americanos de 1959, ocorridos em  Chicago, onde no masculino  conquistou a medalha de prata e brilhantemente conquistou a medalha de ouro no feminino.Também estava no comando da  Seleção Brasileira Masculina de Voleibol  na primeira olimpíada onde o voleibol virou modalidade olímpica no ano de 1964. Responsável pela formação da forte equipe feminina que disputou  Supergasbrás, nos anos 80; foi o chefe da delegação brasileira do voleibol olímpico em Barcelona em 1992, ao contrário de muitos na sua posição, esteve participando em vestiários, incentivando e falando para a jovem equipe  masculina que precisamos buscar essa medalha, além de utilizar da experiência e sua facilidade na leitura de jogo e orientar das arquibancadas os atletas e vibrou muito juntamente com Carlos Artur Nuzman com a inédita medalha de ouro olímpica . 
Entre suas histórias pelos anos de experiencia relata que em Moscou 1962,, campeonato mundial nosso voleibol defendia de toque, enquanto a manchete já havia sido inventada, devido a falta de intercambio na época.
Após deixar o comando daseleção deixou seu trabalho em quadra para atuar no escritório da CBV  de onde veio sempre acompanhando evolução do esporte no mundo. Segundo ele a geração masculina de 2009 era mais forte de todas e poderiam colher.

## Títulos e Resultados
Campeonato Mundial de Voleibol Masculino
- 1956-11º Lugar (Paris,  França)[3]
- 1962-10º Lugar (Moscou,  Rússia)[3]

Jogos Olímpicos de Verão
- 1964-7º Lugar (Tóquio,  Japão)[3]